# Gitagovinda
Gitagovinda (Gita Govinda, "den besjungna Govinda", "Govinda i sång", "sången om Govinda"), diktverk skaldat av Jayadeva, som levde på 1100-talet vid kung Laksmanasenas hov i Indien.
Diktverket består av monologer och dialoger mellan Govinda (Krishna), Radha och Radhas väninna. Krishna är huvudpersonen, vars upptåg och kärleksförlustelser med Radha och hennes följe av herdinnor skildras på ett högst sinnligt och vällustigt till glödande religiös extas gränsande sätt.
Ämnet för denna dikt är av religiöst ursprung, så tillvida som det är en episod ur den ursprunglige stamguden, sedermera med Vishnu sammanställde guden Krishnas liv, som utgör innehållet. Framställning ur Krishnas liv har sedan långt tillbaka liggande tider utgjort föremål för de religiösa, av sång och upptåg åtföljda processioner, yatras, som ännu, i synnerhet i Bengalen, uppförs till Krishnas ära. Dessa mera folkliga sånger har lagts till grund för en efter alla konstpoesins regler utförd lyrisk-dramatisk framställning i Gitagovinda. I Indien har man uppfattat dikten allegoriskt, så att den avser att vara ett uttryck för den hängivenhetens extas (bhakti), varmed Krishnasektens medlemmar omfattar sin personlige gud (Govinda-Krishna). Författaren själv ger stöd för en sådan tolkning.
Väninnan berättar för Radha, hur Krishna går upp i dans och vällustig lek med herdinneskaran, varpå Radha under klagan ber väninnan föra Krishna tillbaka. Då klagar denne över, att Radha gått från honom i vredesmod. Då skildrar väninnan för Krishna Radhas längtan och för henne hans bedrövelse samt ber henne återvända till honom. Då Radha av sorg och kärlekslängtan är för medtagen för att kunna gå, utbreder sig väninnan för Krishna om Radhas tillstånd; men då Krishna ändå dröjer, brister Radha ut i klagan över, att hon skulle blivit förrådd av väninnan.
Då nu denna kommer tillbaka, utan att medföra Krishna, tror Radha, att han är fängslad av en annan kvinna, brister ut i klagan och förhärligande av den kvinnas lycka, som får erfara Krishnas omfamning. Då nu Radha vid Krishnas slutliga ankomst utbryter i förebråelser, förmanas hon av väninnan att uppge sin vrede. Slutligen vänder Krishna på aftonen tillbaka, betygar Radha sin kärlek och går in i sin hydda. På en väninnas uppfordran följer Radha honom, och deras återförening skildras i de mest glödande färger.